# Lodovico Meneghetti
Lodovico Meneghetti (Novara, 2 giugno 1926 – Milano, 19 luglio 2020) è stato un architetto e urbanista italiano.
Laureatosi in architettura al Politecnico di Milano nel 1952, l’anno seguente Lodovico Meneghetti fonda a Novara, con Vittorio Gregotti e Giotto Stoppino, lo studio di architettura, urbanistica e design Architetti Associati Vittorio Gregotti, Lodovico Meneghetti e Giotto Stoppino. Il sodalizio, attivo anche a Milano dal 1963, si scioglie nell’ottobre del 1969: anno in cui i tre architetti lasciarono definitivamente lo studio in via De Togni a Milano.
Chiamato nell’Msa (Movimento studi per l’architettura) e nell’Adi (Associazione disegno industriale), in seguito aderisce all’Inu (Istituto nazionale di urbanistica), diviene consulente della Gescal (Gestione case per lavoratori) e l’Ises (Istituto per lo sviluppo dell’edilizia sociale) lo nominerà progettista di fiducia, soprattutto riguardo all’edilizia scolastica. Dal 1956 al 1960 è assessore all’urbanistica, ai lavori pubblici e all’edilizia privata del Comune di Novara, nel 1962-1963 guida il gruppo di tecnici che progetta il nuovo piano regolatore generale, il piano di edilizia economica e popolare e il piano particolareggiato esecutivo sull’area di una grande caserma.
Dal 1970 si impegna a tempo pieno nell’insegnamento e nella ricerca alla facoltà di Architettura del Politecnico di Milano e nel 1972 accetta la direzione dell’Istituto di Urbanistica.
Nel 1983 fonda con Giancarlo Consonni e Graziella Tonon l’archivio Piero Bottoni: una raccolta documentale di architettura, urbanistica, design, di politiche locali e nazionali. Direttore del dipartimento di Progettazione dell’architettura del Politecnico di Milano dal 1985 al 1988, rilancia la rivista «QD. Quaderni del Dipartimento di progettazione dell’architettura». È autore di numerosi libri e saggi su temi relativi al territorio, al paesaggio, alla città, alla cultura architettonica e urbanistica, al compito sociale del design, ai problemi della scuola nell’insegnamento del progetto ed infine al ruolo delle amministrazioni pubbliche. Dal 2003 è opinionista di Eddyburg (sottotitolo originale Giornale e archivio di urbanistica politica e altre cose): sito, che si occupa di città, società e politica, fondato nello stesso anno dall’ingegnere urbanista Edoardo Salzano.

## Biografia
Lodovico Meneghetti nasce a Novara il 2 giugno 1926; nella città natale frequenta le scuole elementari, il Civico istituto musicale Brera, il ginnasio ed il liceo. Nel febbraio del 1942, il padre Mario Meneghetti, storico centromediano e bandiera del Novara Calcio dal 1908, muore in un tragico incidente sul lavoro in ferrovia. 
Alla fine della guerra Meneghetti si iscrive alla Facoltà di Architettura del Politecnico di Milano e contemporaneamente fonda un quintetto jazz chiamato Hot Solitude (titolo di un song di Ellington) insieme ad Angelo Paccagnini (clarino e sassofono tenore), che anni dopo sarà un protagonista dell’avanguardia musicale, Franco Francese (tromba), Piero D’Aquino (contrabbasso e violino) e Franco Anfossi (batteria).
Ancora studente, Meneghetti lavora prima nello studio di Franco Albini e poi in quello dei BBPR, dove crea con il grafico Toio Bonfante un album di prospettive, fotomontaggi e descrizioni per la presentazione del progetto Torre Velasca. Sciolto il gruppo degli Hot Solitude, inizia a disegnare in uno studio di ingegneria del gruppo Anic-Montecatini. 
Verso la fine del percorso universitario, Meneghetti partecipa ad alcuni concorsi di scenografia, vincendone due, per il Macbeth (1950) e per La casa sull’acqua di Ugo Betti (1951), poi realizzata alla Casa del popolo di Novara. Intanto firma i primi lavori con il futuro socio Vittorio Gregotti. I progetti di questo periodo mostrano l’interesse per le avanguardie del primo Novecento. La stessa tensione culturale si ritrova in altre scenografie che rimandano agli ibridi di Prampolini o ai figurini di Depero. 
Nel 1952, Meneghetti cura con Vittorio Gregotti l’allestimento di due mostre al Palazzo del Broletto di Novara: la Mostra sulle deportazioni nei campi di concentramento nazisti e la Mostra retrospettiva del libro novarese del Quattro-Cinquecento, entrambe incentrate sull’uso della luce e sull’adeguamento all’ambiente architettonico storico. 
Il 31 luglio dello stesso anno Meneghetti discute la tesi di laurea: Progetto di una nuova Facoltà di architettura e Proposta di un teatro all’aperto per bambini nel Parco Sempione. Nella stessa sessione si laureano Vittorio Gregotti, Gae Aulenti e Francesco (Franco) Buzzi Ceriani. 
Nel settembre del 1955 Meneghetti sposa Angela Gennaro (Torino, 1932), laureata all’università di Pavia in scienze biologiche, dapprima borsista del Cnr per ricerche sul cancro nel Centro radiologico dell’Ospedale maggiore di Novara, poi titolare di Scienze naturali al liceo Giacomo Manzoni di Milano.

### Lo studio degli Architetti Associati
Nel 1953, il gruppo formatosi dietro i banchi del Politecnico di Milano (Lodovico Meneghetti, Vittorio Gregotti e Giotto Stoppino) apre in via Del Carmine lo studio degli Architetti Associati. Come scrive lo stesso Meneghetti in Le stagioni delle scelte, il terzetto condivideva la passione non solo per l’architettura e il progetto, ma anche per la musica, la pittura e la letteratura entro forti interessi per la storia e l’attualità dei problemi sociali.
Le prime architetture degli Architetti Associati si connotano per libertà compositiva, sperimentazioni materiche e critica ai dettami del Movimento Moderno. Uno dei primi esempi, la Casa Sforza a Stradella (1953-1954), rappresenta un manifesto dei loro intenti, ossia il disimpegno nei confronti del neo-razionalismo. La posizione dei novaresi è da subito criticata da Franco Albini, che durante una serata dell’Msa (6 maggio 1953) si esprimerà così: “La ricerca, che mi pare giustificata nella pianta perché si risolve in spazi ed elementi di una certa misura, portata ancora più avanti e con gusto ancora più attento nell’alzato, [...], diventa quasi un piacere per se stesso, un gioco.” 
Nel biennio 1955-56, gli Architetti Associati presentano le tre unità duplex per dipendenti di un’industria a Cameri: lo sviluppo della dichiarazione di intenti emersa con Casa Sforza, che trova qui compimento mediante lo studio della relazione con l’ambito produttivo e sociale, l’uso del mattone sabbiato a vista e l’inserimento di prefabbricati in cemento accanto agli elementi decorativi in ceramica. Il 1956 è inoltre l’anno in cui progettano il memoriale per i quattro partigiani uccisi in Piazza Cavour il 24 ottobre 1944. 

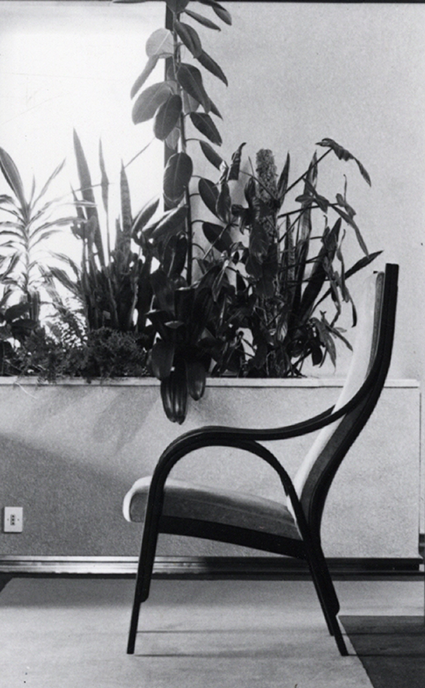
Poltrona Cavour, anni '60. Fotografia tratta dall'archivio privato di Lodovico Meneghetti

### Neoliberty e dintorni
Alla fine degli anni Cinquanta infuria la polemica sulla presunta virata italiana nei confronti del Movimento Moderno, che culminerà, dopo la presentazione delle opere di Rogers, Gardella, Magistretti e De Carlo al CIAM di Otterlo del 1959, con la pubblicazione del celebre articolo di Reyner Banham in “The Architettura Review” intitolato Neoliberty. La ritirata italiana dall’architettura moderna. Anche gli Architetti Associati sono coinvolti nella critica generalizzata; infatti le assonanze tra la loro produzione e il Liberty si ritrovano nei layout delle piante, nel recupero degli ampi vani scala con lucernario e nell’uso dei materiali locali. La loro sperimentazione, tuttavia, non cerca una via d’uscita dalla modernità o un rifugio nel rassicurante storicismo e nel vernacolare, ma vuole ricostruire il rapporto tra valore simbolico e forma architettonica. La messa in discussione del moderno si traduce in un tentativo di modellare di una nuova eredità capace di regolare i conti con una razionalità che, nell’elevazione del nuovo a valore, aveva prodotto un distacco tra realtà e storia. Altro evento che segna l’evoluzione del dibattito sul Neoliberty e ne rappresenta forse l’ultimo capitolo è la mostra Nuovi disegni per il mobile italiano, aperta dal 14 al 27 marzo 1960 presso L’Osservatore delle Arti Industriali a Milano (ordinamento Vittorio Gregotti e Guido Canella, allestimento Gae Aulenti e Guido Canella). In questa occasione un gruppo di trenta giovani architetti milanesi, torinesi e novaresi espone ventun mobili e dodici lampade volti a suscitare clamore ed opinioni contrastanti. La mostra non si poneva l’obbiettivo di trarre un bilancio informativo, ma attraverso l’arredo si volevano presentare e discutere tematiche più generali riguardanti il mondo del design e dell’architettura. L’intento dei giovani era di esprimere pubblicamente le incertezze e le inquietudini di un periodo considerato di crisi e disagio. Gli Architetti Associati presentano una libreria da centro, due lampade e la nota poltrona Cavour, che si guadagnerà un giudizio positivo da parte di Gillo Dorfles nonché la segnalazione d’onore al Compasso d’Oro.

### Il trasferimento a Milano
Nel 1963 lo studio si trasferisce a Milano. Il cambiamento corrisponde ad un mutamento delle questioni da affrontare oltre a un aumento di consistenza degli interventi commissionati. Fondamentale in questi anni è la progettazione delle case per la Cooperativa Un Tetto, che mantengono e approfondiscono i criteri adottati nel periodo novarese: duttilità degli interni, cura degli spazi comuni, massimo sviluppo dei perimetri, studio dei rapporti tra gli alloggi, loro diversificazione secondo la dimensione delle famiglie, accuratezza delle finiture in materiali durevoli, minimo ingombro delle strutture all’interno degli appartamenti e calcolo attento dei costi, calibrati grazie all’impiego dei pannelli prefabbricati autoportanti di cemento e graniglia. Quest’ultimi, estrema evoluzione dalla prima sperimentazione nelle due case di Via S. Francesco d’Assisi a Novara, 1958-1959, assumono forme e funzionalità nuove e differenti nei tre complessi di Via Palmanova (34 alloggi), Via Desiderio da Settignano (20), Via Cassoni (78). Gli incarichi si rinnovano anche nel campo degli allestimenti e nel 1964, gli Architetti Associati progettano la celebre Sezione Internazionale per la XIII Triennale di Milano, che varrà loro il Gran Premio Internazionale, la Mostra del Cerano al Palazzo del Broletto di Novara, esempio significativo della tendenza, inaugurata nel secondo dopoguerra con la mostra Caravaggio e i Caravaggeschi, a riconsiderare artisti regionali, e infine la Trasformazione spaziale della zona dei servizi alla mostra La casa abitata a Palazzo Strozzi di Firenze.

### Lo scioglimento
I risultati raggiunti negli anni milanesi dai tre architetti non impedirono la crisi verso la fine degli anni Sessanta e il conseguente scioglimento dello studio. Il 30 settembre 1969, dopo un anno di minore attività, il terzetto abbandonava l’edificio in via De Togni a Milano. Successivamente Meneghetti  si dedicherà soprattutto all’insegnamento e all’istituzione e gestione dell’Archivio Piero Bottoni; ne conseguiranno la mostra alla Rotonda di via Besana, Piero Bottoni. 1922-1973 architettura urbanistica design, novembre 1990-gennaio 1991, e il volume Piero Bottoni opera completa, curato dai responsabili dell’archivio per Fabbri Edizioni.

### Gli anni del Politecnico di Milano
Nel 1963 una serie di scioperi ed occupazioni delle Facoltà di Architettura di Milano, Torino e Roma avvisano l’Italia della partecipazione degli studenti universitari alla lotte sociali. Nello stesso anno Ernesto Nathan Rogers dedica un articolo di fondo, su “Casabella Continuità”, al problema universitario ed esorta i docenti a farsi partecipi del rinnovamento democratico della scuola italiana e dell’università. Intanto Franco Albini chiede a Lodovico Meneghetti di collaborare nel corso di Composizione architettonica per l’anno 1963-1964. Si offre a Meneghetti la possibilità di lavorare con gli studenti del IV e V anno su temi di architettura urbana collegati ai problemi sociali, in primis la casa per i lavoratori, proprio mentre gli A.A stanno progettando le residenze della Cooperativa Un tetto. Nel contempo, gli interessi di Meneghetti nella scuola includono l’urbanistica e Piero Bottoni (professore ordinario di urbanistica), con il quale Meneghetti aveva lavorato al Prg e Peep di Verbania, lo chiama prima come collaboratore e poi come assistente ruolo. 
Nel 1968 Meneghetti ottiene la cattedra di Urbanistica presso il Politecnico di Milano. Le sue lezioni ed esercitazioni rifiutano l’isolamento della disciplina che deve ritrovare l’unione con l’architettura; solo così le circostanze sociali e territoriali potranno essere studiate fuor da vaghe astrazioni e dischiudere una potenzialità di progetto realistica e rinnovata.
Divenuto professore ordinario nel 1979, Meneghetti proseguirà l’attività didattica e di ricerca rafforzando il suo laboratorio di progettazione urbanistica fino al 1998. Negli anni '90, a seguito della vittoria nel 1988 del concorso internazionale per la riqualifica dell'area di Bovisa, viene istituita la sede di Bovisa che accoglierà le Facoltà di Design, Ingegneria Industriale e la neonata Facoltà di Architettura; Meneghetti parteciperà al progetto della nuova scuola.

### L'impegno politico
Militante negli anni Cinquanta a Novara tra le file del PSI (Partito socialista italiano), Lodovico Meneghetti è, tra il 1954 ed il 1956, redattore unico de “Il Lavoratore”. Sotto la sua guida il settimanale diretto da Sandro Bermani assume vari tratti distintivi tra cui un’impaginazione moderna, la pubblicazione di disegni, poesie e storie di epiche lotte della Novara proletaria prefascista. Nel maggio 1956 le sinistre vincono le elezioni comunali e a Meneghetti, eletto consigliere comunale, è attribuito l’assessorato a urbanistica, lavori pubblici, edilizia privata. 
Nel 1962-1963 Meneghetti guida un gruppo di tecnici per la progettazione del nuovo Prg, del Peep e del Ppe sull’area dell’ex caserma Perrone, varati contemporaneamente la notte del 25 luglio 1963. 
Componente della Commissione conservatrice dei musei novaresi, lavora per rilanciarli nella loro funzione educativa.
Nel 1963 lascia il Psi e col trasferimento a Milano si unisce ad altri componenti della originaria sinistra socialista per fondare una sezione del Psiup (Partito socialista di unità proletaria).
Dal 2003 partecipa come opinionista al sito eddyburg.it, archivio e giornale di urbanistica, politica e altre cose e affronta problemi non solo milanesi in arcipelagomilano.org,  Informazione – Politica – Cultura, rivista on line fondata e diretta da Luca Beltrami Gadola. Infine, conserva forti legami con la città d’origine attraverso scritti saltuari o interviste in periodici come il “Corriere di Novara”, soprattutto curando l’ultima pagina de "il novarese", bimestrale di Idee Futuro fondato da Alberto Pacelli.

## Opere (parziale)

### Allestimenti e mostre
- Terza Fiera Mercato di Novara nel parco pubblico, piano urbanistico e architettura dell’ingresso e dei padiglioni, con Vittorio Gregotti, Giotto Stoppino e Franco Buzzi Ceriani (1953)
- Arredamento tipo per un alloggio INA-CASA esposto nel 1954 alla X Triennale di Milano, con Vittorio Gregotti, Giotto Stoppino (1954)
- Arredamento di un alloggio INA-CASA per salariato agricolo esposto alla XII Triennale di Milano, con Vittorio Gregotti, Giotto Stoppino (1960)
- Sale per la sezione introduttiva internazionale della XIII Triennale di Milano sul tema “Il tempo libero”, Palazzo dell’Arte di Milano, con Vittorio Gregotti, Giotto Stoppino e Peppo Brivio (1963-1964)
- Mostra del Cerano, Palazzo del Broletto di Novara, con Vittorio Gregotti, Giotto Stoppino (1964)
- Trasformazione spaziale della zona dei servizi, nella mostra “La casa abitata”, Palazzo Strozzi, Firenze, con Vittorio Gregotti, Giotto Stoppino (1965)
- Padiglione Italsider alla Fiera di Milano, con Vittorio Gregotti, Giotto Stoppino (1965)
- Spazi del nuovo stabilimento Italsider di Taranto e teatro all’aperto per la visita del presidente della Repubblica Giuseppe Saragat, con Vittorio Gregotti, Giotto Stoppino (1965)
- Ideazione e ordinamento della mostra Piero Bottoni e Milano, prodotta dall'Archivio Piero Bottoni e dalla Triennale di Milano per la XVI Triennale di Milano, con Giancarlo Consonni e Graziella Tonon (1981)
- Ideazione e ordinamento della mostra Le Corbusier Urbanismo Milano 1934, prodotta dalla Provincia di Milano, spazio Guicciardini di via Francesco Guicciardini a Milano, con Giancarlo Consonni e Graziella Tonon (1983)
- Ideazione e ordinamento della mostra Piero Bottoni. Architettura urbanistica design 1922-1973, prodotta dal Comune di Milano, Rotonda della Besana, Milano, con Giancarlo Consonni e Graziella Tonon (1990)
- Ideazione e ordinamento della mostra Le Corbusier. Urbanismo, Le sei tavole della conferenza al Circolo Filologico Milanese, giugno 1934, prodotta dalla Galleria d'Arte Moderna e Contemporanea dell'Accademia Carrara, Bergamo, con Giancarlo Consonni e Graziella Tonon (1999)
- Ideazione e ordinamento della mostra Piero Bottoni. Monumenti alla Resistenza e le opere bolognesi, prodotta dall'Archivio Bottoni e dal Comune di Bologna, Galleria d'Accursio, Bologna, con Giancarlo Consonni e Graziella Tonon (2005)

### Edifici

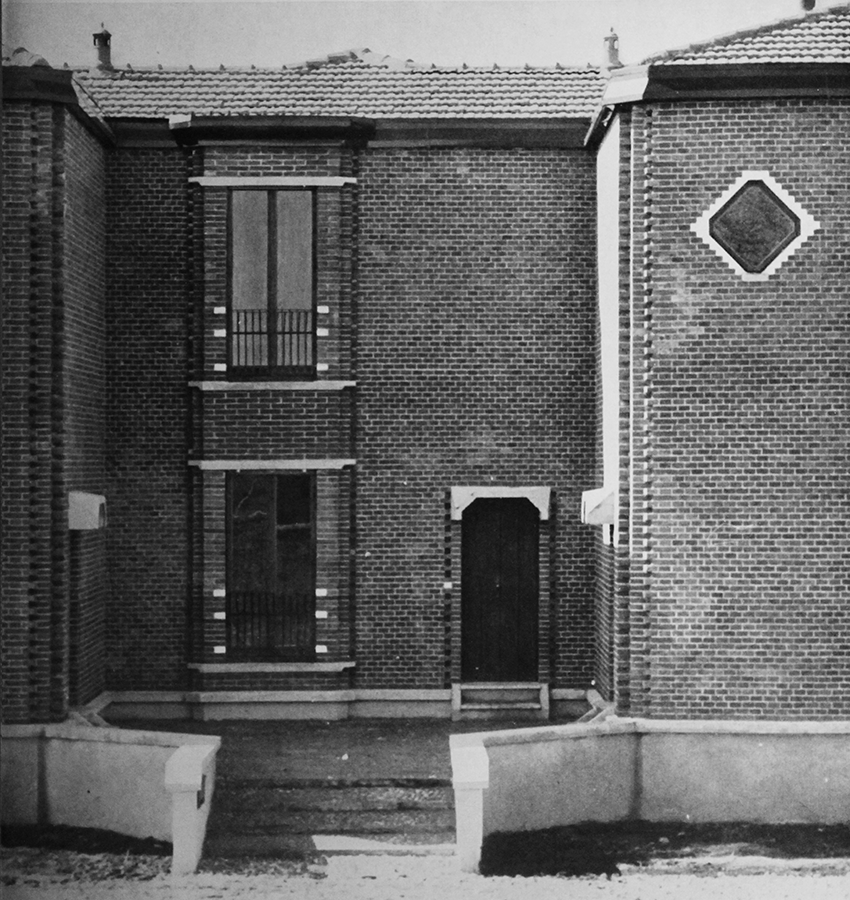
Tre unità residenziali duplex per dipendenti dell'industria Bossi, Cameri, 1955-56. Foto dall'archivio privato di Lodovico Meneghetti

- Casa Sforza a Stradella (Pavia), con Vittorio Gregotti, Giotto Stoppino (1953-54)
- Casa Magni a Novara, con Vittorio Gregotti, Giotto Stoppino (1954)
- Progetto per casa Castelli a Vigevano (Pavia), con Vittorio Gregotti, Giotto Stoppino (1954)
- Casa Fontana presso viale Volta a Novara, con Vittorio Gregotti, Giotto Stoppino (1954-55)
- Progetto di edifici per abitazioni, uffici e albergo, in piazza Garibaldi a Novara, con Vittorio Gregotti, Giotto Stoppino (1955)
- Tre unità residenziali duplex per dipendenti dell’industria Bossi a Cameri (Novara), con Vittorio Gregotti, Giotto Stoppino (1955-56)
- Case per appartamenti e negozi in via Sant’Adalgiso angolo via San Bernardino da Siena a Novara, con Vittorio Gregotti, Giotto Stoppino (1955-56)
- Case popolari INA-CASA a Gardone Val Trompia (Brescia), con Vittorio Gregotti, Giotto Stoppino (1957-58)
- unità residenziale intorno a blocco scale, ripetuta negli edifici in linea di dieci piani del quartiere “Feltre” di Milano, promosso da INA-CASA e INCIS, compreso tra via Feltre, via Passo Rolle, via Rombon e Crescenzago, con Vittorio Gregotti, Giotto Stoppino, capogruppo coordinatore G. Pollini, (1957-60)
- Casa popolare per lo IACP a Cameri (Novara), con Vittorio Gregotti, Giotto Stoppino (1958)
- Edifici di abitazioni per una cooperativa INA-CASA di insegnanti, in via Ranzoni a Novara, con Vittorio Gregotti, Giotto Stoppino (1958-59)
- Case per appartamenti d’affitto e uffici in via San Francesco d’Assisi a Novara, con Vittorio Gregotti, Giotto Stoppino (1958-59)
- Progetto per il teatro comunale di Alessandria, concorso, con Vittorio Gregotti, Giotto Stoppino (1959)
- Edificio per uffici in via San Gaudenzio a Novara, con Vittorio Gregotti, Giotto Stoppino (1959-60)
- Progetto per il Palazzo di Giustizia di Verbania (Novara), concorso, con Vittorio Gregotti, Giotto Stoppino (1960)
- Casa popolare per l’IACP a Borgomanero (Novara), con Vittorio Gregotti, Giotto Stoppino (1960-61)
- Villa Fregonara a La Sacca di Stresa (Novara), con Vittorio Gregotti, Giotto Stoppino (1960-61)
- Edificio per uffici e banca in via San Gaudenzio a Novara, con Vittorio Gregotti, Giotto Stoppino (1960-61)

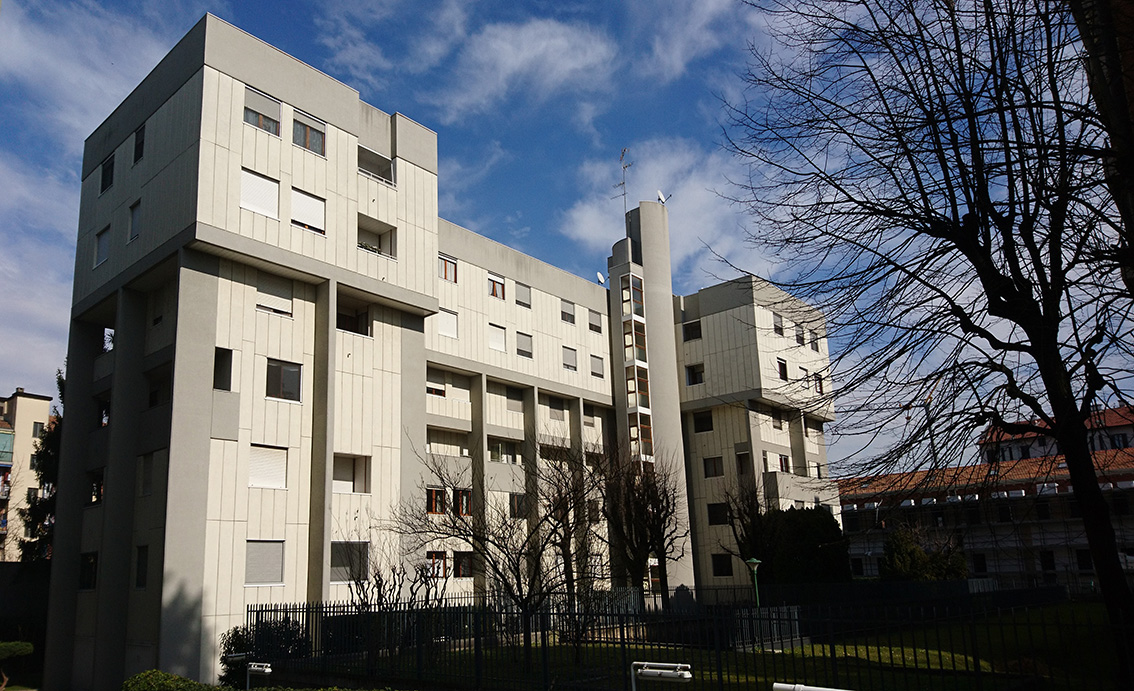
Case per la Cooperativa Un tetto, complesso in via Cassoni, Milano. Foto 2019

- Villa Mira a Romagnano Sesia (Novara), con Vittorio Gregotti, Giotto Stoppino (1960-62)
- Sede della Banca popolare di Novara, in piazza Carlo Alberto a Bra (Cuneo), con Vittorio Gregotti, Giotto Stoppino (1960-62)
- Casa “sfalsata” per dipendenti dell’industria Bossi a Cameri (Novara), con Vittorio Gregotti, Giotto Stoppino (1961-62)
- Edificio Comunale a Intra, con Vittorio Gregotti, Giotto Stoppino (1961-62)
- Case per la cooperativa di dipendenti comunali “Un Tetto”, in via Palmanova a Milano, con Vittorio Gregotti, Giotto Stoppino (1962-64)
- Case per la cooperativa di dipendenti comunali “Un Tetto”, in via Cassoni a Milano, con Vittorio Gregotti, Giotto Stoppino (1963-70)
- Casa per la cooperativa di dipendenti comunali “Un Tetto”, in via Desiderio da Settignano a Milano, con Vittorio Gregotti, Giotto Stoppino (1964-66)
- Scuola elementare comunale a Sarezzo (Brescia), commissionata dall'ISES, con Sergio Rizzi (1969-70)
- Villa di Aristide e Rosanna D'Aulerio, a Cavalese di Peschiera (1975)

### Progettazione industriale
- Poltrona a liste di compensato per la ditta Sim di Novara_esposta nel 1954 alla X Triennale di Milano, con Vittorio Gregotti, Giotto Stoppino (1953)
- Libreria a elementi appendibili in compensato, con Vittorio Gregotti, Giotto Stoppino (1953)
- Poltrona a sdraio in compensato a tela speciale_esposta nel 1954 alla X triennale di Milano, con Vittorio Gregotti, Giotto Stoppino (1953)
- Mobili in compensato ritagliato con parti in legno massiccio, per una produzione di serie della ditta Sim di Novara, con Vittorio Gregotti, Giotto Stoppino (1953-54).
- Tavolo da gioco in legni massicci curvati, con piano in legno e panno, con Vittorio Gregotti, Giotto Stoppino (1955)
- Libreria a muro con ripiani spostabili in legno massiccio, con Vittorio Gregotti, Giotto Stoppino (1955)
- Maniglione per vetrate tipo Vis, con Vittorio Gregotti, Giotto Stoppino (1956)

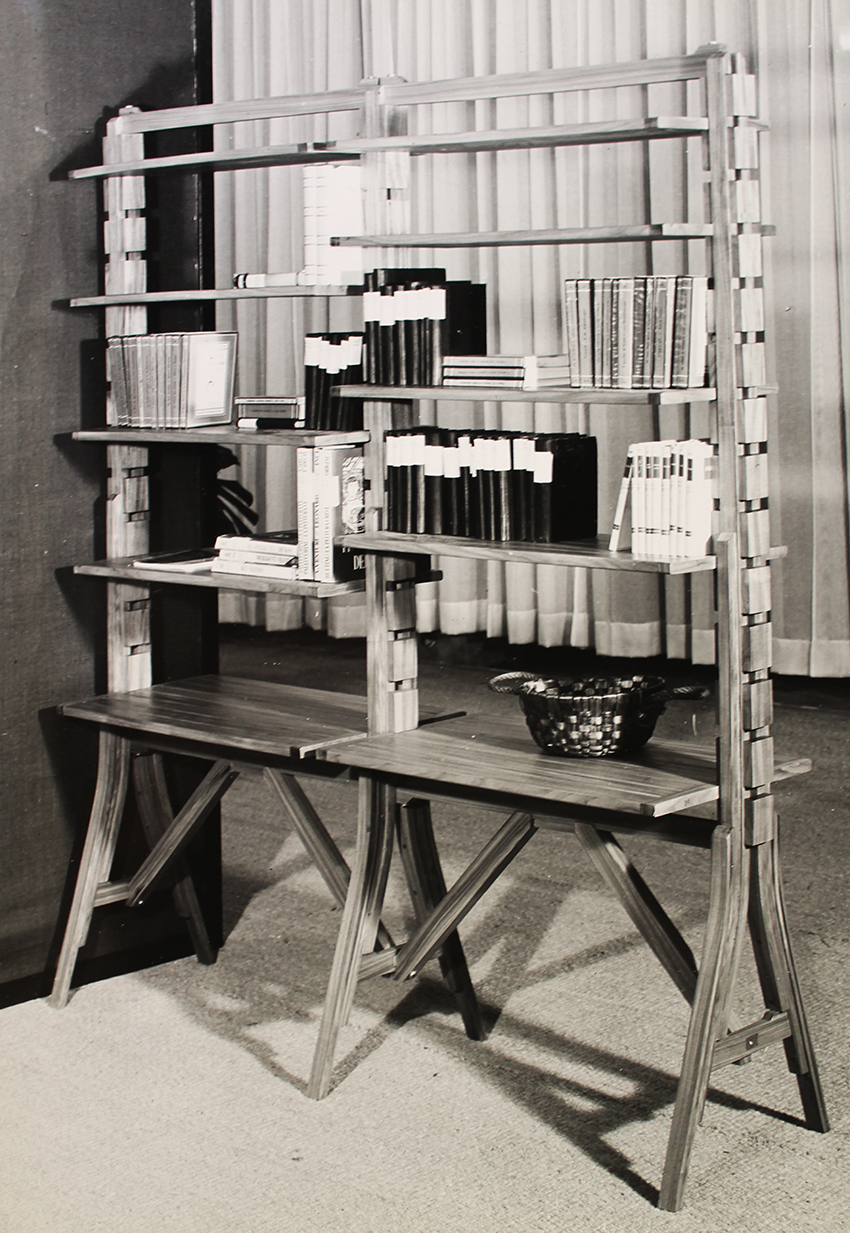
Libreria"Cavalletto" da centro smontabile con cavalletti esposta nel 1960 alla mostra “Nuovi disegni per il mobile italiano, Osservatore delle arti industriali”

- Letto matrimoniale smontabile con sostegni in legno e ottone_ esposto alla Prima Biennale dello Standard a Mariano Comense (Como), con Vittorio Gregotti, Giotto Stoppino (1958)
- Libreria da centro smontabile con cavalletti in legno massiccio curvato_esposta nel 1960 alla mostra “Nuovi disegni per il mobile italiano, Osservatore delle arti industriali” a Milano, con Vittorio Gregotti, Giotto Stoppino (1958)
- Mobile Omnibus, prototipo in legno e vetro, con Vittorio Gregotti, Giotto Stoppino (1959)
- Camera matrimoniale, letto singolo, poltrona e divano per il Consorzio produttori lissonesi_esposti alla mostra di Lissone (Milano), con Vittorio Gregotti, Giotto Stoppino (1959)
- Poltrona Cavour per la ditta Sim di Novara, in legni curvati e imbottitura_esposta nel 1960 alla mostra “Nuovi disegni per il mobile italiano, Osservatore delle arti industriali” a Milano, con Vittorio Gregotti, Giotto Stoppino (1959)
- Tavolo attrezzato multiuso in legno massiccio_esposto nel 1960 alla XII Triennale di Milano, con Vittorio Gregotti, Giotto Stoppino (1959)
- Lampada da tavolo “Ministeriale” in vetro opalino e ottone nichelato, per Arredoluce_esposta nel 1960 alla XII Triennale di Milano, con Vittorio Gregotti, Giotto Stoppino (1960)
- Lampada in plastica per la ditta Kartell_esposta nel 1960 alla XII Triennale di Milano, con Vittorio Gregotti, Giotto Stoppino (1960)
- Sedia in legno massiccio e imbottita per la II Biennale dello Standard di Mariano Comense (Como), con Vittorio Gregotti, Giotto Stoppino (1961)
- Poltrona, poltroncina e sgabello in giunco per la Rinascente, con Vittorio Gregotti, Giotto Stoppino (1961)
- Progetto di poltrona in multistrato ritagliato e gommapiuma per la Rinascente, con Vittorio Gregotti, Giotto Stoppino (1961)
- Lampade “1008” a piede, a parete ed a sospensione, in metacrilato e ottone nichelato per la ditta Arteluce, diverse versioni, con Vittorio Gregotti, Giotto Stoppino (1964-66)
- Poltroncina in malacca Fly, con Vittorio Gregotti, Giotto Stoppino (1965)
- Lampada “Bino” per la ditta Candle, con Vittorio Gregotti, Giotto Stoppino (1967)

### Interventi urbani
- Progetto urbanistico per nucleo residenziale in via Oldoni a Vercelli, con Vittorio Gregotti, Giotto Stoppino (1957)
- Progetto urbanistico per il nucleo residenziale INA-CASA a Gardone Val Trompia (Brescia), con Vittorio Gregotti, Giotto Stoppino (1957)
- Coordinamento della commissione per il progetto del Piano regolatore generale di Novara (1957-58)
- Progetto urbanistico per un nucleo residenziale IACP a Cameri (Novara), con Vittorio Gregotti, Giotto Stoppino (1958)
- Studio di impostazione economico-urbanistica del Piano particolareggiato per l’area dell’ex caserma Perrone a Novara (1962)
- Piano regolatore generale di Novara con L. Airaldi, M. Allione, F. Buzzi Ceriani, Vittorio Gregotti, S. Rizzi, A. Secchi, Giotto Stoppino (1962-63)
- Piano per l’edilizia economica e popolare di Novaracon L. Airaldi, M. Allione, F. Buzzi Ceriani, Vittorio Gregotti, S. Rizzi, A. Secchi, Giotto Stoppino (1962-63)
- Piano particolareggiato sull’area dell’ex caserma Perrone a Novara con L. Airaldi, M. Allione, Franco Buzzi Ceriani, Vittorio Gregotti, S. Rizzi, A. Secchi, Giotto Stoppino (1962-63)
- Piano particolareggiato Perrone, con Vittorio Gregotti, Giotto Stoppino (1963)
- piano per l’edilizia economica e popolare di Verbania (Novara) con Piero Bottoni, M. Morini (1963-1966)
- Piano urbanistico e progetto planovolumetrico nella zona Fornaci di Oleggio (Novara), con Vittorio Gregotti, Giotto Stoppino (1964)
- Piano particolareggiato in via Alcarotti a Novara, con Vittorio Gregotti, Giotto Stoppino (1964)
- Piano dell’edilizia scolastica di Novara (1964)
- Analisi e valutazione dei Piani di zona di Pavia, Vercelli e Biella, consulenza alla GESCAL (1964)
- Progetto per il Piano regolatore generale di Saronno, con Franco Buzzi Ceriani, Giancarlo Consonni, Sergio Rizzi e la consulenza dell'ing. Mario Zambrini (1973-74)
- Progetto di paesaggio e di nuovi spazi da realizzare lungo il Naviglio della Martesana, per il Dipartimento di Progettazione dell'architettura del Politecnico di Milano, con Ennio Bosio, Marco Paris e Dessivo Vianelli (1996)

## Pubblicazioni
- L. Meneghetti, Aspetti di geografia della popolazione Italia 1951-1967. Occupazione, reddito, popolazione, concentrazione della popolazione, popolazione in alcuni territori comprendenti una grande città, clup, Milano 1971.
- B. Bottero e L. Meneghetti (a cura), Il problema della casa in Italia, clup, Milano 1977.
- L. Meneghetti, Popolazione e territorio, clup, Milano 1979.
- L. Meneghetti, Cultura, didattica, politica dell’urbanistica, clup, Milano 1979.
- L. Meneghetti (a cura), Introduzione alla cultura della città, clup, Milano 1981.
- L. Meneghetti, Dimensione metropolitana. Contributo a una didattica di storia e progetto del territorio, Clup, Milano 1983.
- L. Meneghetti, Immigrazione e habitat nell’hinterland milanese 1948-1960, Clup, Milano 1984.
- G. Consonni, L. Meneghetti, G. Tonon (a cura di), Archivio Piero Bottoni. Guida descrittiva, clup, Milano 1988.
- G. Consonni, L. Meneghetti, G. Tonon (a cura), Piero Bottoni opera completa, Fabbri, Milano 1990.
- G. Consonni, L. Meneghetti, G. Tonon (a cura), Le Corbusier. Urbanismo. Le sei tavole della conferenza al Circolo filologico milanese, giugno 1934, catalogo della mostra a Bergamo, Galleria d’arte moderna e contemporanea, 21 maggio-31 luglio 1999, introduzione di Vittorio Fagone, Lubrina, Bergamo 1999.
- L. Meneghetti, Architettura e paesaggio. Memoria e pensieri, Edizioni Unicopli, Milano 2000.
- G. Consonni, L. Meneghetti, G. Tonon (a cura), Il monumento-luogo: Cinque opere di Piero Bottoni per la Resistenza. Progetti e realizzazioni, 1954-1963, La Vita Felice, Milano 2001.
- G. Consonni, L. Meneghetti, G. Tonon (a cura), Bottoni, Mucchi, Pucci. Progetto del Palazzo dell’Acqua e della Luce all’E42, 1939, con un bozzetto di Genni Wiegman, La Vita Felice, Milano 2001.
- G. Consonni, L. Meneghetti, G. Tonon, Piero Bottoni e Milano. Case, quartieri, paesaggi, 1926-1970, La Vita Felice, Milano 2001.
- L. Meneghetti, Periphéreia kai Metrópolis. Una lezione semplice, «Quaderni di architettura», a. XVIII, n. 23, dicembre 2002, pp. 8-23.
- L. Meneghetti, La partecipazione in urbanistica e architettura. Scritti e interviste, Edizioni Unicopli, Milano 2003.
- L. Meneghetti, Parole in rete. Interventi in eddyburg, giornale e archivio di urbanistica, politica e altre cose, Libreria Clup, Milano 2005.
- L. Meneghetti, L’opinione contraria. Articoli in eddyburg, giornale e archivio di urbanistica, politica e altre cose, Libreria Clup, Milano 2006.
- L. Meneghetti, Libere osservazioni non solo di urbanistica e architettura, Maggioli Editore, Santarcangelo di Romagna (Ravenna), aprile 2008.
- L. Meneghetti, Musica & Architettura, Ogni uomo è tutti gli uomini, Bologna 2008.
- L. Meneghetti, Promemoria di urbanistica, architettura, politica e altre cose, Maggioli Editore, Santarcangelo di Romagna 2010.

### Selezione di articoli ed interviste
- L. Meneghetti, 60; 246; 167: Legislazione urbanistica, «Edilizia Moderna», fascicolo monografico  Architettura italiana 1963, a. XXXIII, n. 82-83, 1963, pp. 69, 70-71.
- P. Brivio, V. Gregotti, L. Meneghetti, G. Stoppino, Sale introduttive della XIII Triennale di Milano, “Edilizia moderna”, numero monografico su Tre esposizioni Losanna Milano New York, 84, settembre 1964, pp. 60-61.
- L. Meneghetti, A che punto siamo con la legge urbanistica? La legge più lunga, «Corriere socialista», a. I, novembre 1964, p. 5.
- L. Meneghetti, Edilizia in crisi, «Corriere socialista», a. II, settembre 1965, p. 3.
- L. Meneghetti, Dalla distruzione delle sovrastrutture l‘autonomia dell’università, «Il confronto», rubrica Città dei Futuribili a cura di G. Canella, luglio-settembre 1968, pp. 28-30.
- V. Gregotti, L. Meneghetti, G. Stoppino, Cooperativa “34 famiglie” [“Un Tetto”] in via Palmanova a Milano,1963-1965 – Cooperativa “Un Tetto” in via Desiderio da Settignano, 1964-68, «Controspazio», n. 4-5, settembre-ottobre 1969, pp.14-16.
- L. Meneghetti, Il progetto per la campagna 1935-1945. Cascina Canova a Valera Fratta, in L. Caruzzo, R. Pozzi (a cura di), 1930-1942 La città dimostrativa del razionalismo europeo, Franco Angeli, Milano 1981, pp. 324-343.
- L. Meneghetti, Uso e spreco dello spazio nell’area metropolitana. L’hinterland nord ovest milanese, in AA. VV., Metropoli agricoltura, Franco Angeli, Milano 1982, pp. 111-164.
- G. Consonni, L. Meneghetti, G. Tonon, Piero Bottoni e Milano, in XVI Triennale di Milano. Catalogo generale, Alinari, Firenze 1982, pp. 128-129.
- L. Meneghetti, Storia e progetto nella periferia della metropoli, «QD. Quaderni del Dipartimento di progettazione dell’architettura Politecnico di Milano», fascicolo monografico Progetto e storia, a. I, n. 1, giugno 1984, pp. 128-130.
- L. Meneghetti, Per una nuova qualità degli spazi metropolitani, «QD. Quaderni del Dipartimento di progettazione dell’architettura Politecnico di Milano», fascicolo monografico Strategia per le città padane, a. II, n. 3, novembre 1985, pp. 15-17.
- Intervista sul neoliberty a L. Meneghetti di studenti del corso di Architettura degli interni tenuto dal professor G. D. Salotti, settembre 1986, in F. Bucci (a cura), L’urbanistica, la metropoli, la didattica il progetto. Scritti editi e inediti 1979-1989, Centro stampa Facoltà di architettura Politecnico di Milano, 1991, pp. 199-205.
- L. Meneghetti, L’Archivio Piero Bottoni. Al Politecnico di Milano una dotazione di eccezionale valore, «polinewsia», a. V, n. 31, aprile maggio 1987, pp.14-15.
- L. Meneghetti, La critica assente, «QD. Quaderni del Dipartimento di progettazione dell’architettura Politecnico di Milano», a. IV, n. 5, luglio 1987, pp.5-6.
- L. Meneghetti, Guarda la musica ascolta l’architettura, «il Grandevetro», a. XXX, n. 179, gennaio-marzo 2006, p. 36.
- L. Meneghetti, Alla ricerca dello spazio perduto. Discorsi di piazza, «il Grandevetro», a. XXXI, n. 184, marzo-maggio 2007, p. 29.
- L. Meneghetti, Poteva essere rivoluzione?, recensione del volume di Cesare Bermani, La battaglia di Novara. 9-24 luglio 1922. L’ultima occasione di una riscossa antifascista, DeriveApprodi, Roma 2010, in «il Grandevetro», a. XXXIV, n. 200, maggio-luglio 2010, p. 28.
- L. Meneghetti, Migrazioni Passato e presente, «il novarese», a. XXVII, n.1, febbraio 2016, pp. 3-5.
- L. Meneghetti, Migrations Past and Present, «05 401 (place) 11.16 (time)», rivista edita e diretta da L. Mannie Lionni, Burlington (VT – USA), [novembre 2016], pp. 33-37.
- L. Meneghetti, Ricordo di Sebastiano Vassalli, novarese di adozione, «il novarese», a. XXVIII, n.1, gennaio 2017, p. 8.
- L. Meneghetti, Cultura umanistica e cultura scientifica, divise per sempre? «il novarese», a. XXVIII, n. 5, novembre 2017, p. 8.
- L. Meneghetti, Saper vedere // Saper ascoltare, «il novarese», a. XXIX, n. 4, settembre 2018, p. 8.